# Xoco
Xoco est une série de bande dessinée française du scénariste Thomas Mosdi et du dessinateur Olivier Ledroit pour les deux premiers volets, puis Christophe Palma, les deux derniers. Elle est publiée aux éditions Vents d'Ouest sous la collection Gibier de potence (seulement les trois premiers tomes).

## Synopsis
New York dans les années 1930, la police est nerveuse. Elle retrouve peu à peu des victimes d'une série de meurtres dont le cœur est arraché avec de plus grand soin et reste sans indice.
Mona Griffit, fille de l'antiquaire Ambrose Griffit sauvagement assassiné dix ans plus tôt, fait appel à l'inspecteur MacAllan au sujet de la disparition d'une véritable pièce de musée, un poignard d'origine aztèque en obsidienne. Celui-ci devait être dans une cache sous une latte du plancher que seuls père et fille étaient à connaître.
Son père, jadis découvert ligoté à un fauteuil et bâillonné, aurait-il été conclu à un homicide volontaire durant un cambriolage pour un objet de valeur, ce couteau de sacrifice en obsidienne ?
Il se passe quelque chose d'étrange, de violent... voire violemment fantastique !

## Commentaires
Dès la publication en octobre 1994, le premier tome de la série Xoco a été plus ou moins un phénomène dans le monde de la bande dessinée française. En effet, elle a émerveillé les lecteurs, les amateurs, les collectionneurs et peut-être d'autres grâce aux dessins d'Olivier Ledroit et surtout au scénario fantastique très sombre et lovecraftien de Thomas Mosdi. Le style graphique adopté par Ledroit change également radicalement avec ses précédents dessins sur les Chroniques de la Lune Noire. Ce diptyque est totalement spécifique dans son œuvre puisqu'il n'est depuis jamais revenu à ce type de peintures directes et à des histoires courtes. Le travail très expérimental de découpage influera en revanche tous ses futurs albums.
Les deux cycles sont bien différents, tant par les cinq années qui séparent leur publication, par le changement de dessinateur que par le scénario, bien plus axé action dans le second.

## Personnages

### Mona Griffit
Tout commence par un journal parlant d'un tueur en série et d'un couteau de sacrifice en obsidienne, Mona revit dans le passé : elle revoit son père, l'antiquaire, ligoté et bâillonné sur une chaise, atrocement assassiné pour une cause jusque-là inexpliquée.
Malgré son appel à l'inspecteur MacAllan et bien qu'elle se trouve impliquée dans un sombre malédiction, elle mène sa propre enquête et, en chemins, rencontre Xoco, un shaman indien, qui lui sauve de la griffe du Mangeur d'Âmes sous l'emprise de MacAllan.

### Xoco
Un jeune chaman indien du Mexique, nommé Xoco, est envoyé par ses pairs. Il doit contrecarrer la soif vengeresse du mangeur d'âme... à la mémoire de Lucio, son frère. Pour ce, il doit introduire le couteau dans le fourreau et de le retourner en Arizona aux Brujos — des chamans ou des sorciers — afin de l'anéantir.

### Obédia
Un médecin légiste de la police et ami de MacAllan.

### Willy
Un associé de MacAllan qui prend sa place afin de continuer sa recherche : Tenter à comprendre ce qui s'est réellement passé chez Vincente Lazzari.

### MacAllan
L'inspecteur, chargé sur l'affaire nommée Le Saigneur de Brooklyn qui ne laisse aucun indice, est un des victimes d'emprise de Mangeur d'Âmes, une force maléfique, depuis qu'il a récupéré le fameux poignard. Il restera un bon moment dans le coma.

### Vincente Lazzari
Le Lieutenant de la police, celui qui remplit le dossier d'Ambrose Griffit, est toujours vivant, mais demeure depuis des années dans une asile psychiatrique de Seattle : il est atteint de schizophrénie caractérisée par un syndrome catatonique.

### Ambrose Griffit
Père de Mona, cet antiquaire est le premier victime du Mangeur d'Âmes.

## Albums
- Xoco, Vents d'Ouest :

1. Papillon Obsidienne, octobre 1994  (ISBN 2-86967-219-5).
2. Notre Seigneur l'écorché, novembre 1995  (ISBN 2-86967-349-3).
3. Douze Rois-Démons, janvier 2000  (ISBN 2-86967-697-2)[1].
4. Le Dragon et le Tigre, janvier 2002  (ISBN 2-8696-7899-1).

- Xoco (intégrale), Vents d'Ouest :

1. Intégrale cycle 1, 2008  (ISBN 978-2-7493-0479-3).
2. Intégrale cycle 2, 2008 (ISBN 978-2-7493-0480-9).